# Harry Potter és a bölcsek köve (filmzene)

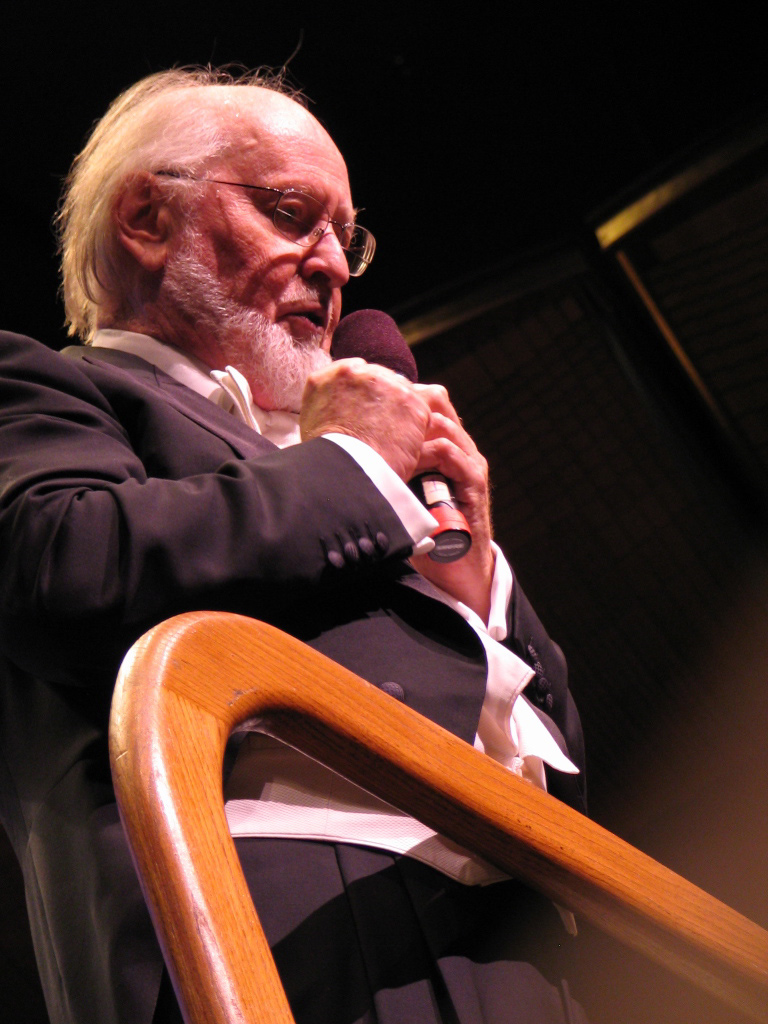
John Williams, az 1. rész zenéjének szerzője (2007-ben)

J. K. Rowling Harry Potter és a bölcsek köve című film zenéjét John Williams, a legendás amerikai komponista szerezte. A felvételek 2001 szeptemberében zajlottak, és 2001. október 30-án, a film premierjén váltak ismertté. 2002-ben a Bölcsek kövének filmzenéje nagy esélyekkel lett a 74. Oscar-gála egyik jelöltje, ám végül A Gyűrűk Ura: A Gyűrű Szövetsége nyerte el a díjat.
| Sorszám | Cím (Szabad fordításban)                                                                                              | Hosszúság |
| ------- | --- | --------- |
| 1       | Prolouge (Prológus)                                                                                                   | 2:12      |
| 2       | Harry's Wondrous World (Harry varázslatos világa)                                                                     | 5:21      |
| 3       | The Arrival of Baby Harry (A kis Harry megérkezése)                                                                   | 4:25      |
| 4       | Visit to the Zoo and Letters from Hogwarts (Az állatkerti látogatás és levelek a Roxfortból)                          | 3:23      |
| 5       | Diagon Alley and the Gringotts Vault (Az Abszol út és A Gringotts Bank)                                               | 4:06      |
| 6       | Platform Nine-and-Three-Quarters and the Journey to Hogwarts (Utazás a Roxfortba a kilenc és háromnegyedik vágányról) | 3:14      |
| 7       | Entry into the Great Hall and the Banquet (Belépés a Nagyterembe és A megnyitó)                                       | 3:42      |
| 8       | Mr. Longbottom Flies (Mr. Longbottom repül)                                                                           | 3:35      |
| 9       | Hogwarts Forever! and the Moving Stairs (Roxfort mindörökké! és A mozgó lépcsők)                                      | 3:47      |
| 10      | The Norwegian Ridgeback and a Change of Season (A tarajos norvég és a Változó évszak)                                 | 2:47      |
| 11      | The Quidditch Match (A kviddics meccs)                                                                                | 8:29      |
| 12      | Christmas at Hogwarts (Karácsony a Roxfortban)                                                                        | 2:56      |
| 13      | The Invisibility Cloak and the Library Scene (A láthatatlanná tevő köpeny és a Könyvtári jelenet)                     | 3:16      |
| 14      | Fluffy's Harp (Bolyhoska hárfája)                                                                                     | 2:39      |
| 15      | In the Devil's Snare and the Flying Keys (Az ördöghurok és a Repülő kulcsok)                                          | 2:21      |
| 16      | The Chess Game (A sakkjátszma)                                                                                        | 3:49      |
| 17      | The Face of Voldemort (Voldemort arca)                                                                                | 6:10      |
| 18      | Leaving Hogwarts (Távozás a Roxfortból)                                                                               | 2:14      |
| 19      | Hedwig's Theme (Hedwig indulója)                                                                                      | 5:11      |

## Fordítás
- Ez a szócikk részben vagy egészben  a   Harry Potter and the Philosopher's Stone (soundtrack) című angol Wikipédia-szócikk fordításán alapul.  Az eredeti cikk szerkesztőit annak laptörténete sorolja fel. Ez a jelzés csupán a megfogalmazás eredetét és a szerzői jogokat jelzi, nem szolgál a cikkben szereplő információk forrásmegjelöléseként.